# Egringen
Egringen ist ein Ortsteil der Gemeinde Efringen-Kirchen im Landkreis Lörrach. Der ehemals selbstständige Ort ist seit 1974 Teil der Gemeinde Efringen-Kirchen.

## Geografie und Lage
Das Besiedlungsgebiet Egringens hat einen leiterförmigen Grundriss und liegt auf der linken Seite des Feuerbachtals. Südlich von Egringen erheben sich der Läufelberg (393 m ü. NHN) und der Reckholder (354 m ü. NHN), die noch zur Fläche Egringens gehören. Nordwestlich erhebt sich der Katzenberg (387 m ü. NHN), der zum Nachbarteilort Wintersweiler gehört. Der Dorfkern liegt auf einer Höhe von 283 m ü. NHN, die Talsohle am Flusslauf der Feuerbach auf etwa 268 m ü. NHN.
Egringen wird von zwei sich kreuzenden Kreisstraßen durchzogen. Von Westen gelangt man über die K 6351 aus Efringen-Kirchen und aus Süden über die K 6325 aus Fischingen. Die K 6351 verläuft nordwärts in Richtung des Feuerbachtals in Richtung Holzen. Die K 6325 wechselt zur K 6324 ebenfalls nordwärts in Richtung Mappach. Um den Kreuzungspunkt dieser Kreisstraßen hat sich der Dorfkern gebildet.

## Geschichte
In einer Urkunde tauchte Egringen erstmals im Jahr 758 als villa Aguringas auf, 763 wurde es als Agringas bezeichnet und leitet sich von einem Personennamen ab. Zwischen 758 bis etwa 870 sind mehrere Schenkungen des Ortes an das Kloster St. Gallen bekannt. Um 1260 kam der st.gallische Dinghof an die Ritte von Lene, 1284 dann an das Armenspital Basel, das den Dinhof 1392 vom Kloster kaufte. Die Vogtei über die dinghöfischen Güter gab St. Gallen 1299 an die Herren von Ramstein. Durch Heirat kam die Vogtei bis Mitte des 15. Jahrhunderts an die Herren von Grünenberg.
1390 belehnten die Markgrafen von Hachberg-Sausenberg die Grünenberg ebenfalls mit den dinghoffreien Leuten und dem Ortsgericht zu Egringen, 1458 kam das markgräfliche Lehen an Thüring III. von Hallwyl, bevor es 1469 wieder an die Markgrafen zurückkam. Fortan wurde Egringen durch das Oberamt Rötteln verwaltet. 1503 kam der Ort in die Herrschaft Rötteln an die Markgrafen von Baden, 1809 zum Bezirksamt Lörrach, von 1813 bis 1819 beim Bezirksamt Kandern und gehört seit 1939 dem Landkreis Lörrach an.

## Bevölkerung

### Einwohner
Die Zahl der Einwohner in Egringen entwickelte sich wie folgt:
| Jahr | Einwohner |
| ---- | --------- |
| 1852 | 746       |
| 1871 | 799       |
| 1880 | 747       |
| 1890 | 679       |
| 1900 | 603       |
| 1910 | 569       |
| 1925 | 542       |
| 1933 | 558       |

| Jahr | Einwohner |
| ---- | --------- |
| 1939 | 558       |
| 1950 | 587       |
| 1956 | 607       |
| 1961 | 637       |
| 1970 | 641       |
| 2011 | 950       |
| 2022 | 935       |

### Religion
Die Zugehörigkeit zu den Religionsgemeinschaften verteilte sich in der Vergangenheit wie folgt:
| Religionszugehörigkeit in Egringen | Religionszugehörigkeit in Egringen | Religionszugehörigkeit in Egringen | Religionszugehörigkeit in Egringen |
| Jahr                               | Religion                           | Religion                           | Religion                           |
| ---------------------------------- | ---------------------------------- | ---------------------------------- | ---------------------------------- |
|                                    | evangelisch                        | katholisch                         | sonstige                           |
| 1858                               | 99,6 %                             | 0,4 %                              | 0 %                                |
| 1925                               | 97,4 %                             | 2,2 %                              | 0,4 %                              |
| 1950                               | 94,7 %                             | 4,4 %                              | 0,9 %                              |
| 1961                               | 96,5 %                             | 3,0 %                              | 0,5 %                              |
| 1970                               | 94,9 %                             | 4,2 %                              | 0,9 %                              |

## Bauwerke und Sehenswürdigkeiten

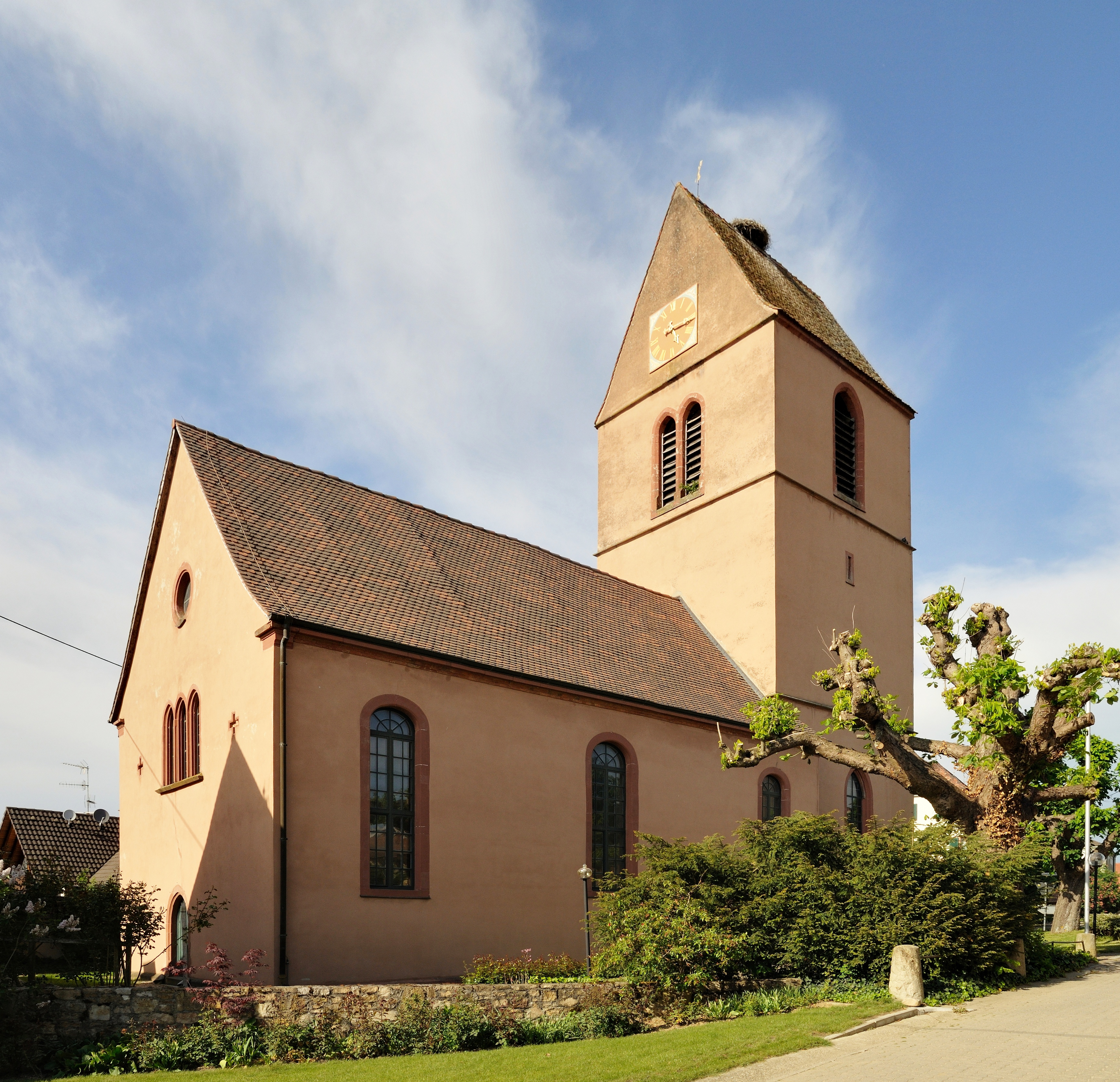
Evangelische Kirche Egringen

Im Ortskern befindet sich die Evangelische Kirche Egringen, die auf das 8. Jahrhundert zurückgeht. Das Langhaus wurde 1587 erbaut und seither mehrfach renoviert. Es weist eine flach eingezogene Decke auf, unterhalb des Turmgeschosses ist ein profiliertes Kreuzrippengewölbe. Zur Ausstattung gehört ein spätgotisches Chorgestühl mit kunstvoll geschnitzten Evangelistensymbolen.

## Wirtschaft und Infrastruktur

### Feuerwehr
Die Freiwillige Feuerwehr Egringen wurde am 24. März 1926 gegründet. In Egringen befindet sich ein Löschgruppenfahrzeug und ein Tragkraftspritzenanhänger. Das Feuerwehrhaus befindet sich neben dem Rathaus.

### Bildung
In Egringen befindet sich am westlichen Besiedlungsrand eine Grundschule. In evangelischer Trägerschaft gibt es einen Kindergarten.